# 94er
Als 94er-Gruppe werden wichtige CSU-Politiker bezeichnet, die 1994 erstmals in den Bayerischen Landtag gewählt wurden.
Die Bezeichnung ist eine Anspielung auf die frühere 74er-Gruppe um Edmund Stoiber, Otto Wiesheu und Günther Beckstein.

## Personen
Zu der Gruppe zählen:
- Markus Söder, CSU-Generalsekretär (2003–2007), Bayerischer Staatsminister für Bundes- und Europaangelegenheiten (2007–2008), Bayerischer Staatsminister für Umwelt und Gesundheit (2008–2011), Bayerischer Staatsminister der Finanzen (2011–2018), Bayerischer Ministerpräsident (seit März 2018)
- Joachim Herrmann, Fraktionsvorsitzender im Landtag (2003–2007), Bayerischer Staatsminister des Innern (seit 2007)
- Ilse Aigner, Bundeslandwirtschaftsministerin (2008–2013), Staatsministerin für Wirtschaft und Medien, Energie und Technologie (2013–2018), Staatsministerin für Wohnen, Bau und Verkehr (2018), Präsidentin des Bayerischen Landtags (seit 2018)
- Siegfried Schneider, Kultusminister (2005–2008), Leiter der Bayerischen Staatskanzlei (2008–2011), Chef des CSU-Bezirks Oberbayern (2007–2011), Präsident der Bayerischen Landeszentrale für neue Medien (seit 1. Oktober 2011)
- Ludwig Spaenle, Bayerischer Staatsminister für Unterricht und Kultus (2008–2018)
- Franz Josef Pschierer, Vorsitzender des Wirtschaftsausschusses, seit 2008 Staatssekretär im Bayerischen Staatsministerium der Finanzen
- Thomas Kreuzer, Innenpolitiker, Staatssekretär im Bayerischen Kultusministerium (März bis November 2011), Leiter der Bayerischen Staatskanzlei (von November 2011 bis Oktober 2013), Vorsitzender der CSU-Fraktion im Bayerischen Landtag (seit Oktober 2013)
- Helmut Brunner, Landwirtschaftsexperte, Staatsminister für Ernährung, Landwirtschaft und Forsten (Oktober 2008 – März 2018)
- Joachim Unterländer, sozialpolitischer Sprecher[1]